# One Last Breath (canción de Creed)
«One Last Breath» es una canción de la banda de rock estadounidense Creed. El vocalista principal de la banda, Scott Stapp, escribió la canción durante un período de tres semanas y la grabó en J. Stanley Productions Inc en Ocoee, Florida. La letra de la canción es sobre reflexionando sobre errores pasados y buscando consuelo en Dios y amigos que quieren ayudar. Fue lanzado en mayo de 2002 como el tercer sencillo de su tercer álbum de estudio, Weathered. La canción alcanzó el número seis en el Billboard Hot 100 de Estados Unidos, el número cinco en el Mainstream Rock, número cuatro en la lista Mainstream Top 40 y número dos en la lista Adult Top 40. A nivel mundial, la canción alcanzó el puesto 43 en Australia, el número 29 en Nueva Zelanda, el número 47 en el Reino Unido, donde se lanzó la canción, como doble cara A con "Bullets" y alcanzó el puesto 41 en la lista de sencillos irlandeses.

## Escritura y grabación
Antes de grabar el álbum degradado, Creed había acordado que durante la gira de Human Clay no se podían escribir canciones, para que los miembros de la banda pudieran "vivir la vida y tener experiencias". La banda también acordó que no escucharían música entre el final de la gira Human Clay y el inicio de las sesiones de escritura de Weathered, para no permitir que ninguna otra música influya inconscientemente en el proceso de escritura de la banda y para asegurarse de que las canciones vinieron completamente de ellos. "One Last Breath" fue escrito en un período de tres semanas junto con todo el resto del material del álbum, que se hizo principalmente en la sala de estar de Scott Stapp durante sesiones de cuatro horas, así como en su crucero Sea Ray. La canción fue grabada y mezclada en el estudio de grabación de J. Stanley Productions Inc. en Ocoee, Florida durante el verano y principios del otoño de 2001 usando Pro Tools.

## Vídeo musical
El video fue dirigido por Dave Meyers, quien previamente había dirigido los videos de "What If", "With Arms Wide Open" y "My Sacrifice", y luego codirigió el video del próximo sencillo de la banda Don't Stop. Bailando junto a Stapp. Stapp redactó el tratamiento del video y le explicó sus ideas a Meyers. Pronto descubrieron que ambos compartían el amor y el afecto por Salvador Dalí, un pintor español conocido por su obra de arte surrealista. La mayor parte del video fue filmada contra una pantalla verde con animaciones generadas por computadora para crear el escenario en el que la banda actúa, así como las imágenes de otro mundo.

«Hemos utilizado imágenes surrealistas en nuestra obra de arte desde el principio, pero este es el primer video en el que lo hemos explorado por completo. My Sacrifice "inició el ambiente surrealista, pero lo llevamos a un nivel diferente. son fondos como 'Star Wars', con todas estas ciudades y escenas generadas por computadora que parecen reales pero no lo son». - Stapp

El día del rodaje, Stapp estuvo involucrado en un accidente automovilístico. El 19 de abril de 2002, alrededor de la 1:40 de la tarde, Stapp, mientras conducía su SUV Cadillac en la Interestatal 4 en Florida, fue golpeado por detrás por una camioneta Ford. Según Stapp, el vehículo iba "probablemente a 50 o 60 millas por hora". Stapp fue enviado volando hacia adelante en su vehículo, con su cuerpo golpeando el volante y su cabeza golpeando el parabrisas. Stapp, preocupado por el bienestar de la persona que lo golpeó, salió de su vehículo para ver cómo estaba el otro conductor. Aunque inicialmente el oficial en la escena no reportó heridos, Stapp pronto se dio cuenta de que no había salido ileso mientras llamaba a su gerente después del accidente. Había sufrido una conmoción cerebral por el latigazo cervical y por golpear el parabrisas. Stapp afirma que la policía en la escena no anotó ningún herido en su informe porque se negó a llamar a una ambulancia o ir al hospital. Debido a compromisos previos con el director Dave Meyers, Stapp logró aparecer para filmar el video al día siguiente, donde comenzó el rodaje a las 6:00 a. m. La actriz Dawn Cairns, quien apareció en el video "My Sacrifice", también hace una aparición como la mujer llorando lágrimas de sangre en un cuenco. La banda la llevó en avión desde Argentina, donde acababa de terminar una sesión dos días antes. Al comenzar a sentir los efectos del accidente, Stapp tuvo que ser medicado durante el rodaje para lidiar con el dolor de cabeza. cuello y columna y también sufría de dolor de cabeza. Un médico y una masajista estaban en el lugar durante la filmación del video y se utilizó un cuerpo doble para ciertas escenas que Stapp no pudo completar. Stapp fue limitado en el video ya que principalmente se puso de pie y cantó con poco movimiento o gesticulación. Meyer le dijo a Stapp durante el rodaje que sus expresiones faciales del dolor en realidad ayudaron a que la emoción de la canción se sintiera mejor y notó que podía notar que Stapp tenía un dolor terrible durante la última toma del video. Después de que se completó el rodaje, el dolor de Stapp continuó empeorando y después de una resonancia magnética en el cuello y la espalda se reveló que la extensión de sus heridas era peor de lo que se pensaba. Los médicos descubrieron que tenía un disco abultado entre dos vértebras del cuello y un disco roto en la espalda baja. Un disco faltante adyacente debido a una condición congénita probablemente empeoró la situación.

## Liberación y recepción
Lanzado el 7 de mayo de 2002, como el tercer sencillo de Weathered, la canción fue un éxito en las listas tanto en los Estados Unidos como a nivel internacional. "One Last Breath" le dio a Creed su cuarto y último éxito entre los 10 primeros en el Billboard Hot 100 de Estados Unidos, Pasó un total de 34 semanas en la lista y alcanzó el puesto número seis en la semana del 28 de septiembre de 2002. La canción también alcanzó el número cinco en la lista Billboard Mainstream Rock, el número cuatro en la lista Mainstream Top 40 y el número dos en la lista Adult Top 40. A nivel internacional, la canción alcanzó el puesto número 43 en Australia y el número 29 en Nueva Zelanda. 
En el Reino Unido e Irlanda, donde la canción se lanzó como doble cara A con "Bullets", alcanzó el puesto 47 en la lista de sencillos del Reino Unido y el número 41 en la lista de sencillos irlandeses. También se registró en Alemania, alcanzando el número 89.
El video oficial de "One Last Breath" en YouTube es el video más visto de la banda en el sitio web con más de 222 millones de visitas.

## Tabla de posicionamiento
| Tabla (2002–2003)                                     | Posición |
| ----------------------------------------------------- | -------- |
| Australia (ARIA)                                      | 43       |
| Alemania (Offizielle Deutsche Charts)                 | 89       |
| Irlanda (IRMA)                                        | 41       |
| Nueva Zelanda (Recorded Music NZ)                     | 29       |
| Escocia (Scottish Singles Sales Chart) with "Bullets" | 42       |
| Reino Unido (UK Singles Chart) with "Bullets"         | 47       |
| Estados Unidos (Billboard Hot 100)                    | 6        |
| Estados Unidos (Adult Top 40)                         | 2        |
| Estados Unidos (Alternative Airplay)                  | 17       |
| Estados Unidos (Mainstream Rock)                      | 5        |
| Estados Unidos (Mainstream Top 40)                    | 4        |

| Tabla (2002)         | Posición |
| -------------------- | -------- |
| US Billboard Hot 100 | 27       |